# Xã Hume, Michigan
Xã Hume (tiếng Anh: Hume Township) là một xã thuộc quận Huron, tiểu bang Michigan, Hoa Kỳ. Năm 2010, dân số của xã này là 749 người.